# The Eyes of Stanley Pain
The Eyes of Stanley Pain är ett album av gruppen Download, utgivet 1996 på skivmärket Off Beat. Skivan producerades av cEvin Key och Ken Marshall.

Detta citat, av Charles Baudelaire från boken Intimate Journals 1983, finns att läsa i skivfodralet:

"that which is not slightly distorted lacks sensible appeal: from which it follows that irregularity - that is to say, the unexpected, surprise and astonishment, are an essential part and characteristic of beauty"

## Låtlista
| Nr  | Titel                   | Längd | Notering              |
| --- | ----------------------- | ----- | --------------------- |
| 1.  | Suni c                  | 5:30  |                       |
| 2.  | Possession              | 4:08  |                       |
| 3.  | The Turin Cloud         | 4:32  |                       |
| 4.  | Glassblower             | 3:02  |                       |
| 5.  | H Sien Influence        | 4:45  |                       |
| 6.  | Base Metal              | 5:01  |                       |
| 7.  | Collision               | 10:38 |                       |
| 8.  | Sidewinder              | 4:10  |                       |
| 9.  | Outafter                | 4:50  | Tillägnad Brandon Lee |
| 10. | Killfly                 | 4:04  |                       |
| 11. | Separate                | 5:54  |                       |
| 12. | Seven Plagues           | 4:48  |                       |
| 13. | Fire This Ground        | 5:06  | Puppy Gristle part 1  |
| 14. | The Eye of Stanley Pain | 4:47  |                       |

## Medverkande
- cEvin Key
- Mark Spybey
- Anthony Valcic
- Genesis P. Orridge - (röstinslag)
- Larry Thrasher